# Silicon Image
Pour les articles homonymes, voir Silicon.

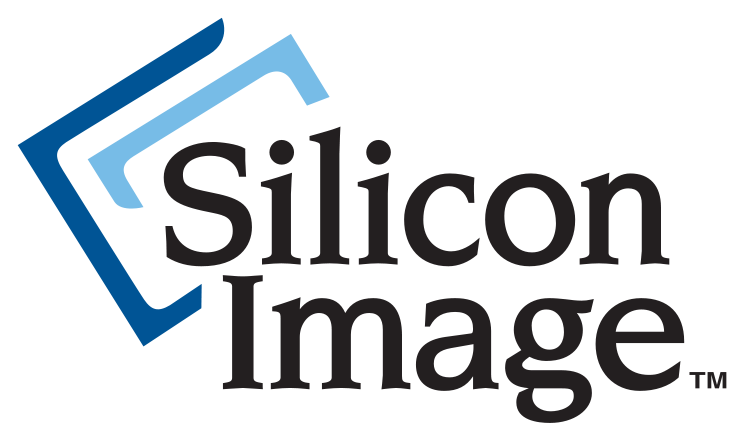
Photo représentant le logo de l'entreprise, on y voit les mots "Silicon Image" écrit en noir, et à gauche deux carrés bleu clair et bleu foncé entourant le début du mot silicon

Silicon Image est un fabricant de matériel informatique et multimédia haute définition basé à Sunnyvale dans le comté de Santa Clara en Californie.
Créée en 1995, Silicon Image fait l'objet d'une acquisition, en mars 2015, par la société Lattice Semiconductor Corporation.